# Barbara Lezzi
Barbara Lezzi (Lecce, 24 aprile 1972) è una politica italiana, dal 1º giugno 2018 al 5 settembre 2019 ministro per il Sud del governo Conte I.
Ha fatto parte dell'ala più movimentista e ortodossa del M5S e per le sue posizioni politiche viene considerata vicina all'ex deputato Alessandro Di Battista e alla consigliera regionale pugliese Antonella Laricchia.

## Biografia
Diplomata nel 1991 presso l'istituto tecnico Grazia Deledda di Lecce per periti aziendali e corrispondenti in lingue estere, viene assunta l'anno dopo presso un'azienda del settore commercio con la qualifica di impiegata e dove lavora per circa vent'anni.

### Attività politica
Tra le prime ad aderire al M5S partecipando all'organizzazione dei due "V-day" e ai comitati in favore dell'acqua pubblica, nelle consultazioni politiche del 2013 viene eletta senatrice della XVII legislatura della Repubblica Italiana nella circoscrizione Puglia, nelle liste del Movimento 5 Stelle, divenendo vicepresidente della Commissione permanente bilancio e programmazione economica, e membro della Commissione permanente per le politiche europee. Diventa famosa portandosi il primo giorno in Parlamento un apriscatole con cui "aprire il Parlamento come una scatoletta di tonno". Negli stessi mesi viene anche coinvolta in una vicenda di nepotismo per avere assunto come portaborse la figlia del compagno.
Nel corso della campagna elettorale per le elezioni politiche del 2018, promette che in caso di elezione si sarebbe battuta per la chiusura dello stabilimento dell'Ilva di Taranto, poiché inquinante e dannoso per la salute della popolazione, e per il blocco del Gasdotto Trans-Adriatico (TAP); viene eletta al Senato per un secondo mandato nella XVIII legislatura nel collegio salentino di Nardò con quasi il 40% dei voti battendo Massimo D'Alema (LeU), lo sfidante del centrodestra Luciano Cariddi e Teresa Bellanova (PD).
A seguito dell'accordo post-elettorale tra Movimento 5 Stelle e Lega, viene nominata ministro per il Sud nel governo Conte I. Cessa dall'incarico il 5 settembre 2019 con la formazione del Governo Conte II.
Il 5 novembre 2019, a seguito dell'annuncio di Arcelor Mittal di voler lasciare le acciaierie di Taranto, con un intervento in Senato spiega all'opposizione leghista che nel governo precedente aveva rimosso l'immunità penale al gruppo imprenditoriale insieme al M5S, che la salute pubblica dei cittadini vale più di qualche punto di PIL e, visto che alle elezioni politiche 2018 era stata eletta anche per il tema ambientale dell'ex Ilva, continuerà a portare avanti queste battaglie rappresentando l'intero Movimento 5 Stelle e non un gruppo di dissidenti.
Il 17 febbraio 2021 è fra quindici senatori del M5S che votano contro la fiducia al Governo Draghi. Il giorno dopo, il Capo politico del M5S Vito Crimi annuncia l'espulsione da M5S dei suddetti senatori. Lezzi passa così al Gruppo Misto.
Il 27 aprile 2022, assieme ad alcuni ex-M5S e i senatori del Partito Comunista e di Italia dei Valori, Lezzi dà vita al gruppo parlamentare C.A.L. (Costituzione Ambiente Lavoro) - PC - IdV.

## Vita privata
Nel 2015 si sposa con Rocco Zaminga, commercialista. La coppia ha un figlio nato nel 2016, di nome Cristiano Attila.